# بوصلة هيرتز

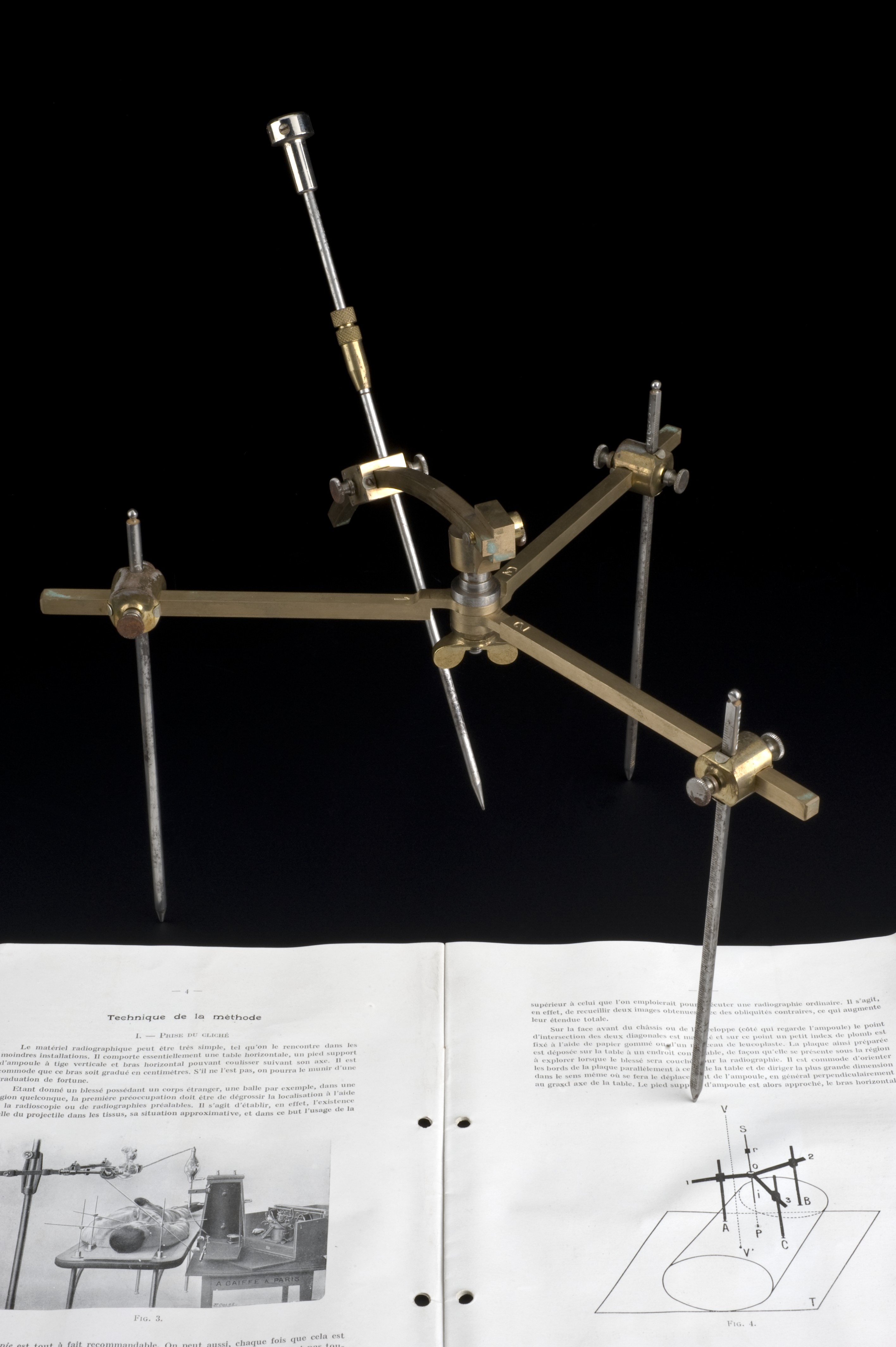
بوصلة هيرتز

إن بوصلة هيرتز هي جهاز طبي كان يُستخدم سابقًا لتحديد موقع الرصاص والشظايا في جسم المريض والمساعدة على إزالتها. ويمكن استخدام الجهاز من قِبل الجراح الذي بمساعدة الصور الفوتوغرافية بالأشعة السينية، يقوم بإزالة الجسم الغريب بشكل دقيق. وعادة ما يعطي الجهاز موقعًا داخل 1 أو 2 ميلليمتر للجسم الغريب. وفي أعلى مستوى لها، بلغ متوسط معدل إزالة القذيفة عندما تم استخدام الجهاز من قِبل جراحين محليين حيث وصلوا إلى حوالي 90%. وتم استخدام الجهاز على نطاق واسع خلال الحرب العالمية الأولى.

## نبذة تاريخية
لقد تم اختراع بوصلة هيرتز في عام 1907م من قِبل إي جيه هيرتز (E. J. Hirtz)، وهو اختصاصي أشعة فرنسي كان يعمل في مستشفى عسكري.

## الإجراء
أولاً، يتم تثبيت البوصلة بعناية ووضع إبرة الاختراق على الجلد. وسوف تعطي البوصلة موضع الشق وعمق القذيفة واتجاهها. تتم بعد ذلك إزالة البوصلة ويتم عمل شق في الاتجاه المشار إليه. يتم وضع أصبع السبابة الأيسر للجراح في الجرح ويتم وضع البوصلة في موضع فوق اليد اليسرى للجراح. يتم عقب ذلك ضغط إبرة المؤشر في المسار المعد من قِبل أصبع السبابة الأيسر. وعند النقطة التي تنتهي عندها إبرة المؤشر، يجب أن يكون الجراح قادرًا على استشعار الرصاصة التي يمكن بعد ذلك إزالتها.

### الصعوبات والمشاكل التي تحدث عند إجراء العملية
تتطلب العملية مساحة كبيرة من الجلد المكشوف، الأمر الذي يكون في بعض الأحيان مصدر إزعاج للجراح. المشكلة الرئيسة مع الجهاز هي حقيقة أن أجزاء الجسم المريض اللينة يمكن أن تغير من شكلها وبالتالي يتم إعطاء نتائج غير دقيقة. عندما يتعين إخراج القذيفة من النسيج العضلي، يجب إجراء ذلك عندما تكون العضلات مسترخية تمامًا وبالتالي تكون هناك حاجة إلى التخدير الكامل. وإلا فإن الانقباضات سوف تزيح الجسم الغريب الأمر الذي يجعل من الصعب إزالته بمساعدة البوصلة.

## اقرأ أيضاً
- قضيب دينيس براون